# سیارک ۴۲۹۲
سیارک ۴۲۹۲ (به انگلیسی: 4292 Aoba، نامگذاری:1989VO) چهار هزار و دویست و نود و دومین سیارک کشف شده‌است که در ۴ نوامبر ۱۹۸۹ کشف شد.
قدر مطلق سیارک برابر ۱۲٫۲۰ است.